# ASB Classic 1990 - Doppio
Il doppio del torneo di tennis ASB Classic 1990, facente parte del WTA Tour 1990, ha avuto come vincitrici Natalija Medvedjeva e Leila Meskhi che hanno battuto in finale Jill Hetherington e Robin White 3-6, 6-3, 7-6.

## Teste di serie
1. Jill Hetherington /  Robin White (finale)
2. Natalija Medvedjeva /  Leila Meskhi (campionesse)

1. Belinda Cordwell /  Eva Pfaff (semifinali)
2. Louise Field /  Janine Thompson (primo turno)

## Tabellone

### Legenda
| - Q = Qualificato - WC = Wild card - LL = Lucky loser | - ALT = Alternate - SE = Special Exempt - PR = Protected Ranking | - w/o = Walkover - r = Ritirato - d = Squalificato |